# Scatella cauta
Scatella cauta är en tvåvingeart som beskrevs av Cresson 1931. Scatella cauta ingår i släktet Scatella och familjen vattenflugor. Inga underarter finns listade i Catalogue of Life.